# Denis Iguma
Denis Iguma (Kampala, 10 de fevereiro de 1994) é um futebolista profissional ugandense que atua como defensor.

## Carreira
Denis Iguma representou o elenco da Seleção Ugandense de Futebol no Campeonato Africano das Nações de 2017.